# 전성 (변호사)
전성(全聖, 1958년 10월 17일 ~ )은 대한민국의 정치인이자 변호사이다. 더불어민주당 춘천시·철원군·화천군·양구군 을 지역위원장을 역임하였다.

## 개요
대한민국의 정치인이자 법조인
2004년 사법시험에 합격하여 변호사의 길을 걷기 시작했다.
2021년 12월부터 더불어민주당 춘천시·철원군·화천군·양구군 을 지역위원장을 맡고 있다.

## 생애

### 1.학력
배재고등학교 졸업
고려대학교 정치외교학과 졸업 (77학번)

### 2.민주화/노동운동 경력
1979년
- 유신체제 철폐 학생운동(긴급조치 9호 위반 투옥)

1980년
- 광주학살 진상규명/전두환 퇴진 시위(계엄포고령 위반 투옥)

1984년
- 서울 직업학교 냉동기계과 수석졸업
- 냉동기계기능사 2급 기사 취득

1989년
- 경기남부지역 노동운동단체협의회 공동대표

1990년
- 전국민족민주운동 연합 중앙위원

1991년
- 노동자권익옹호 노동자조직운동(국가보안법 위반 투옥)

### 3.사회운동 경력
1993년
- ~1994년 경실련 기획실장으로 일하며 금융실명제 주도
- 쌀과 기초농산물 수입개방저지 범국민비상대책위원회 보관됨 2019-02-12 - 웨이백 머신 주도

2007년
- ~사법연수원 36기 통일법학회 고문

2008년
- ~(사)사랑의 연탄 나눔 운동 감사

2009년
- ~2017년 민주화 운동 기념 사업회 감사
- ~2018년 (사)한국 DMZ 평화생명동산 부이사장
- ~2017년 한국 투명성 기구 감사

2010년
- ~2016년 인본사회 연구소 이사장

2017년
- ~2019년 10월 (사)접경지역 미래발전연구소 소장

2019년
- ~강원민주재단 감사

### 4. 인권변호사 경력
사법연수원 수료 (36기)
2007년
- (사)우리민족서로돕기운동 법률지원센터 소장2009년
- 광주 민주화 운동에 진압군으로 투입되어 정신질환을 얻은 친구 김동관을 위해 국가를 상대로 국가유공자 인정 소송을 제기하여 대법원 승소 확정판결

2013년
- 대통령긴급조치제9호 위반 판결을 받은 피해자들을 위해 재심을 청구하여 무죄 및 배상 판결

2017년
- 부당한 출국명령을 받은 조선족들을 변호하여 승소, 대법원 확정판결

*유신체제철폐 긴급조치 위반  관련 민주화유공자지정 및  국가배상사건 30여건 담당
*광주민주화운동 계엄포고령 위반  관련 민주화유공 및 국가배상사건 20여건 담당

### 지방자치단체 및 공공기관 담당변호사 경력
2010년
- ~2015년 한국도로공사 법률자문변호사

2016년
- ~2018년 경기도 고문변호사

2017년
- ~2019년 12월 서울특별시 법률고문

2018년
- ~2020년 한국농어촌공사 법률고문
- ~2020년 농협중앙회 고문변호사

2019년
- 경기도시공사 법률고문

### 정당경력
2022.12~2024.05 더불어민주당 강원특별자치도당 춘천시·철원군·화천군·양구군 을 지역위원회 위원장
2022.10~ 더불어민주당 한반도평화경제특별위원회 부위원장
2022.10~ 더불어민주당 중앙당 평화안보대책위원회 위원
2022.10~ 더불어민주당 정책위원회 부의장
2019 더불어민주당 북한이탈주민특별위원회 위원
2019 더불어민주당 인권위원회 부위원장
2018 더불어민주당 강원도당 평화접경지역특별위원장
1992 민중당 경기도 지부 안산시·옹진군 지구당위원장

## 역대 선거 결과
|  | 3.53% |

|  | 41.46% |

## 기타
- 2002년, 1980년에 광주학살 항의 시위를 주도한 전력으로, 광주민주화운동 유공자로 인정받았다.